# Nathalia Almeida
Nathalia Siqueira Almeida (Rio de Janeiro, 14 de dezembro de 1996) é uma nadadora brasileira. Ela competiu no revezamento 4 x 200 metros livre feminino nos Jogos Olímpicos de Verão de 2020.
Em 2013, Nathalia disputou o Mundial Júnior de Natação e ficou em quinto lugar nos 4 × 100 m Livre e 4 × 200 m Livre. No ano seguinte, conquistou a medalha de ouro no Campeonato Sul-Americano, realizado na Argentina na prova 4 × 200 m Livre e o bronze nos 200 m Borboleta. No campeonato pré-olímpico que definiu a seleção brasileira para os Jogos Rio 2016, Nathalia esteve perto de conseguir uma vaga nas Olimpíadas daquele ano nos 200 m medley. Ela ganhou a medalha de ouro no Campeonato Mundial Militar de 2018 na Rússia. Na mesma temporada, garantiu o terceiro lugar nos 200 m borboleta no Campeonato Sul-Americano, sediado no Peru.
Ela competiu nos Jogos Olímpicos de Verão de 2020, onde terminou em 10º lugar no revezamento 4 × 200 metros livre feminino, ao lado de Larissa Oliveira, Aline Rodrigues e Gabrielle Roncatto.
No Campeonato Mundial de Natação (25 m) da FINA de 2021 em Abu Dhabi, ela terminou em 7º lugar no revezamento 4 × 200 metros livre feminino, junto com Giovanna Diamante, Viviane Jungblut e Gabrielle Roncatto ; 12º nos 400 metros livres feminino ; 14º no medley individual feminino de 400 metros 19º no medley individual feminino de 200 metros, e 23º no medley individual feminino de 100 metros.
Nos Jogos Sul-Americanos de 2022, realizados em Assunção, Paraguai, ela conquistou a medalha de prata nos 200 metros medley feminino e a medalha de bronze nos 400 metros medley feminino.
Nos Jogos Pan-Americanos de 2023, realizados em Santiago, no Chile, conquistou medalha de ouro no revezamento 4x100m livre misto do Brasil, pela natação nas eliminatórias da prova, e medalha de prata no revezamento 4x200m livre feminino, onde o Brasil quase igualou o recorde sul-americano.